# Spodnja Pristava
Spodnja Pristava is een plaats in Slovenië en maakt deel uit van de gemeente Slovenske Konjice in de NUTS-3-regio Savinjska. De plaats telde 31 inwoners op 1 januari 2020.